# 恐妻家

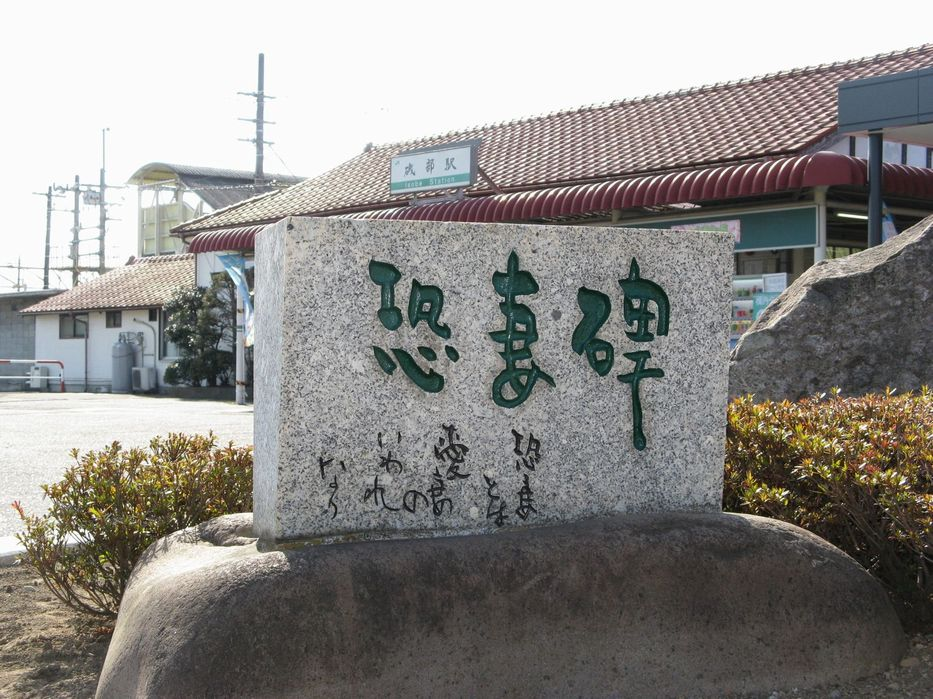
阿部眞之助の言葉が刻まれた「恐妻碑」
信越本線磯部駅前

恐妻家（きょうさいか）とは、妻に頭の上がらない、妻を恐れる夫のこと。

## 成立
恐妻家という表現は大正時代には成立していたようで、大正13年（1924年）「春日局の焼餅競争」（三田村鳶魚）には秀忠に関する記述で「二代将軍も随分な恐妻家であります」とある。その背景には江戸幕府将軍の徳川秀忠には正室の江以外に側室をおかず、奥女中との間に生まれた庶子の幸松（保科正之）の存在があるが、幸松は江の没後まで保科家の養子として秀忠に認知されないまま養育されており、『柳営婦女伝系』など近世期の編纂物においてはこれを江の嫉妬と秀忠の恐妻家として理解する見解もみられる。一方で、近年近世武家社会における奥向の実証的研究において、秀忠に侍妾や庶出子は存在しており、秀忠の恐妻家によるものとされていた幸松の処遇などは、正室の体面や大奥の秩序を重視する奥向社会の特殊な原理によるものであったと考えられている。
この言葉の考案者は大宅壮一とする説と、徳川夢声が共済組合のもじりで「恐妻組合」と洒落たという説がある。夢声がこの洒落を飛ばしたのは昭和13年（1938年）という事なので前述の資料よりだいぶ時代が下り、夢声は駄洒落の考案者であっても「恐妻家」の考案者ではない可能性がある。
その後、阿部眞之助の著書『恐妻一代記』（文藝春秋、1955年刊行）によると、下記の大宅の件の数年前の、昭和26・27年ごろ、漫画集団の中で「恐妻会」が組織される案があり、近藤日出造が会長に推されたが、辞退したとある。
その数年後に阿部が「恐妻会会長」を称したとされるが、阿部の著書『恐妻一代記』（文藝春秋）によると、大宅が群馬県の青年団と会った時に、「東京に恐妻会という組織があり、阿部が会長だ」という話を創作したもので、「そんな組織はないし、自分で名乗った覚えもない」という。大宅がそう言ったのは、阿部がかかあ天下とされる群馬県出身ということもあったとのことだが、その阿部の妻は群馬県出身ではなかった。
阿部の死去後の二代目会長を称したのは小汀利得であり、他に恐妻家を称したのは、大宅・夢声・桶谷繁雄、および近藤らであった。
1966年の丙午の年にも、大宅がまた「恐妻」をとりあげ、さらに話題となった。

## 恐妻家のタイプ
本来恐妻家とは妻を恐れる夫のことだが、恐怖以外の理由（例えば純粋な愛情）によって妻に尽くすタイプの夫（→愛妻家）も恐妻家と（揶揄する意味を籠めて）呼ばれるケースがある。これは語義から言えば誤用である。また、愛妻家の男性が謙遜や照れ隠しの意図で自らを恐妻家と呼ぶ場合も日本では多い。また、美男ではない夫が妻に愛情を注いでいる例を、日本女性は恐妻家と解釈することも多い（美男であれば愛妻家と解釈する）。